# Anoncus striatus
Anoncus striatus är en stekelart som först beskrevs av Davis 1897.  Anoncus striatus ingår i släktet Anoncus och familjen brokparasitsteklar. Inga underarter finns listade i Catalogue of Life.